# Gest (Luz)
Der Gest (manchmal auch Guest geschrieben) ist ein kleiner Fluss im Südwesten von Frankreich, der im Département Pyrénées-Atlantiques der Region Nouvelle-Aquitaine südlich der Stadt Pau verläuft.

## Geografie

### Verlauf
Der Gest entspringt unter dem Namen Ruisseau de Saint-Julia einem kleinen Stausee im westlichen Gemeindegebiet von Lys, verläuft generell Richtung Nordnordost durch die Landschaft des Béarn und mündet nach rund 15 Kilometern im Gemeindegebiet von Baliros als linker Nebenfluss in den Luz.

### Orte am Fluss
(Reihenfolge in Fließrichtung)
- Bignalats, Gemeinde Lys
- Pédy, Gemeinde Lys
- Barraqué, Gemeinde Haut-de-Bosdarros
- Les Pindats, Gemeinde Bosdarros
- Lesquerré, Gemeinde Bosdarros
- Pédoudyé, Gemeinde Haut-de-Bosdarros
- Labat, Gemeinde Bosdarros
- Grange Breque, Gemeinde Saint-Abit
- Pardies-Piétat
- Borde de Hillou, Gemeinde Baliros